# Harro Jacob
Harro Jacob (* 1939 in Hannover) ist ein deutscher Kunstprofessor, Bildhauer und Maler.

## Leben
Harro Jacob nahm von 1959 bis 1961 Privatunterricht bei Karl Bobek und studierte ab 1961 an der Hochschule für Bildende Künste in Berlin, unter anderen bei Hans Jaenisch und Peter Janssen. Seit 1963 experimentiert er mit glasfaserverstärktem Polyester.
Er war bis 1980 Mitglied der Gruppe Zebra, eines Zusammenschlusses realistisch arbeitender Maler und Bildhauer, und bis 2005 Professor an der Berliner Universität der Künste. Seit 2005 arbeitet er in seinem Atelier im Rittergut Gollma/Landsberg (Saalekreis)/Sachsen-Anhalt. Zusammen mit denen von 29 anderen Professoren nahmen einige seiner Arbeiten an der UdK Berlin – Fakultät Bildende Kunst im Rahmen des 50-jährigen Jubiläums der Karl Hofer Gesellschaft 2005/2006 teil.
Zu seinen Schülern zählen Matthias Rüppel, Christoph Klose und Ilona Ottenbreit.

## Werke (Auswahl)
- Jacob gestaltete 1988 in Erinnerung an die Pogrome 1938 die Ruinengarten genannte Gedenkstätte im Innenhof des Hauptgebäudes der Universität der Künste.[5]